# تغير حرفي
التغير الحرفي [phonemic change] هو التغير الطارئ على الحروف الذي يحصل معه تبدل في مكوناتها.